# Tettautal
Das Naturschutzgebiet Tettautal liegt im Landkreis Sonneberg in Thüringen. Es erstreckt sich entlang des Flusses Tettau, eines rechten Zuflusses der Haßlach, zwischen dem gleichnamigen Ort Tettau (Landkreis Kronach, Bayern) im Norden und Jagdshof, einem Ortsteil von Föritztal, im Süden. Westlich des Gebietes verläuft die Landesstraße L 1152, südwestlich die L 2661 und östlich die Landesgrenze zu Bayern. Nördlich erstreckt sich das 112,6 ha große Naturschutzgebiet Pfmersgrund. 

## Bedeutung
Das 116,9 ha große Gebiet mit der NSG-Nr. 251 wurde im Jahr 2003 unter Naturschutz gestellt.